# Frederico Lange de Morretes
Frederico Godofredo Lange (* 5. Mai 1892 in Morretes; † 19. Januar 1954  in Curitiba) war ein brasilianischer Maler, Zeichner, Grafiker  und Kunsthochschullehrer, der sich auch als Zoologe einen Namen gemacht hatte.
Frederico (Fritz) Lange war Sohn des deutschbrasilianischen Ingenieurs Bruno Rudolf Lange. Er begann sein Studium der Malerei im Alter von dreizehn Jahren bei Alfredo Andersen, danach ging er 1910 nach Deutschland, wo er an der Königlichen Akademie für Graphische Künste und Buchgewerbe in Leipzig, und ab 1914 an der Akademie der Bildenden Künste in München studierte. In München studierten jedoch viele mit dem Namen „Friedrich Lange“ und so setzte er 1914 den Geburtsort als Lange de Morretes hinzu.
Lange hatte 1917 Bertha Lange de Morretes geheirat, aus der Ehe gingen drei Töchter, darunter die Botanikerin Berta Lange de Morretes (1917–2016), und ein Sohn hervor. Er war 1920 nach Brasilien zurückgekehrt und unterrichtete zunächst an der Escola Normal de Curitiba (heute Instituto de Educação do Paraná Professor Erasmo Pilotto). Er hatte eine eigene Schule für Zeichnung und Malerei gegründet, an der er rund 10 Jahre bis 1932 unterrichtete. Zusammen mit João Turin und João Ghelfi gründete er die Paranista-Bewegung (Movimento Paranista). 
In den frühen 1930er Jahren folgte er der Einladung des Museu Paulista, die Zoologieabteilung zu übernehmen und zog mit der Familie nach São Paulo. Als Wissenschaftler beschäftigte er sich mit der Malakologie und machte die Entdeckung von 25 neuen Arten, zweier Stämme und dreier Unterstämmer von Mollusken.
1940 kehrte er nach Curitiba zurück, produzierte Gemälde und lehrte an der 1948 gegründeten Escola de Música e Belas Artes do Paraná (EMBAP). Zu seinen Schülern gehörte Artur José Nísio.
Lange starb am 19. Januar 1954 an einem Herzinfarkt. Auf dem 11. Salão Paranaense de Belas Artes wurde ihm posthum eine Goldmedaille verliehen.